# Neil Ellett
Joseph Neil Ellett (Richmond; 5 de enero de 1944) es un exfutbolista canadiense que se desempeñaba como defensa.

## Trayectoria
Comenzó a jugar para Vancouver North Shore de la Pacific Coast Soccer League. Fue un miembro de los Vancouver Whitecaps, jugando con el equipo en 1974 y 1975.

## Selección nacional
Jugó para la selección nacional de Canadá siete partidos entre 1972 y 1973.

### Participaciones en clasificatorias
| Clasif.              | Sede   | Resultado | Part. | Goles |
| -------------------- | ------ | --------- | ----- | ----- |
| Clasif. Mundial 1974 | Varias | Eliminado | 4     | 0     |

## Clubes
| Club                   | País   | Año       |
| ---------------------- | ------ | --------- |
| Vancouver North Shore  | Canadá | 1961-1968 |
| Croatia S.C.           | Canadá | 1969-1970 |
| Vancouver Eintracht    | Canadá | 1971      |
| Vancouver Inter-Italia | Canadá | 1972-1973 |
| Vancouver Whitecaps    | Canadá | 1974-1975 |